# 卡罗利诺-布哈兹

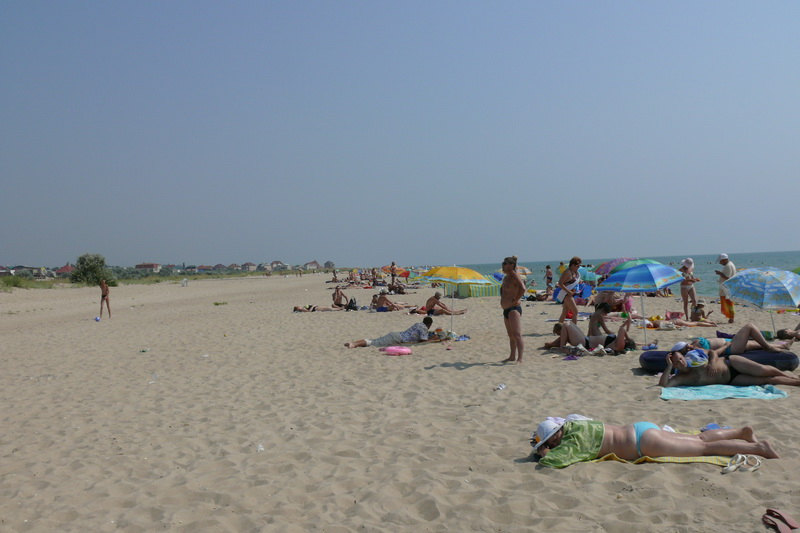
沙滩

46°12′58″N 30°1′37″E / 46.21611°N 30.02694°E
卡羅利諾-布哈茲（羅馬化：Karolino-Buhaz）是烏克蘭西南部敖德薩州比爾霍羅德-德涅斯特羅夫斯基區卡罗利诺-布哈兹市镇内的村庄及其行政中心。該村始建於1822年，面積5.07平方公里，2001年人口2,241，人口密度每平方公里442.01人。